# Чехия на зимних Олимпийских играх 1994
Чехия принимала участие в Зимних Олимпийских играх 1994 года в Лиллехамере (Норвегия) в первый раз за свою историю. Не завоевала ни одной медали.

## Состав сборной
Сборную страны представляли 63 спортсмена: 16 женщин и 47 мужчин, они соревновались в 7 видах спорта:
- биатлон
- бобслей
- лыжное двоеборье
- лыжные гонки
- прыжки на лыжах с трамплина
- фигурное катание.
- хоккей.

Самым молодым участником чешской сборной был 15-летний прыгун с трамплина Збынек Кромпольц, самым старшим — 33-летний хоккеист Отакар Янецки.

Знаменосцем был лыжник, бронзовый призёр Олимпийских игр в Калгари Павел Бенц.

## Результаты
Лучшим результатом чешской сборной стало 5 место:
- в командном зачёте в лыжном двоеборье
- в хоккее.

### Прыжки на лыжах с трамплина
Соревнования проходили с 20 по 25 февраля на лыжном трамплине «Лисгардсбаккен» в Лиллехаммере.
| Спортсмен                                                  | Соревнование                          | 1 прыжок | 1 прыжок | 2 прыжок          | Итог  | Итог  | Итог |
| Спортсмен                                                  | Соревнование                          | Очки     | Место    | Очки              | Всего | Место |      |
| ---------------------------------------------------------- | ------------------------------------- | -------- | -------- | ----------------- | ----- | ----- | ---- |
| Ладислав Длугош                                            | Большой трамплин                      | 67,4     | 38       | 74,4              | 141,8 | 30    |      |
| Ладислав Длугош                                            | Нормальный трамплин                   | 108,5    | 31       | дисквалифицирован | —     | —     |      |
| Збынек Кромпольц                                           | Большой трамплин                      | 90,2     | 24       | 61,2              | 151,4 | 29    |      |
| Збынек Кромпольц                                           | Нормальный трамплин                   | 106,0    | 35       | 83,5              | 189,5 | 36    |      |
| Иржи Парма                                                 | Большой трамплин                      | 88,1     | 25       | 36,6              | 124,7 | 39    |      |
| Иржи Парма                                                 | Нормальный трамплин                   | 118,0    | 18       | 108,5             | 226,5 | 19    |      |
| Ярослав Сакала                                             | Большой трамплин                      | 113,1    | 9        | 108,9             | 222,0 | 7     |      |
| Ярослав Сакала                                             | Нормальный трамплин                   | 109,0    | 30       | 126,0             | 235,0 | 13    |      |
| Збынек Кромпольц Ярослав Сакала Ладислав Длугош Иржи Парма | Командный турнир на большом трамплине | 401,9    | 8        | 398,8             | 800,7 | 7     |      |

### Фигурное катание

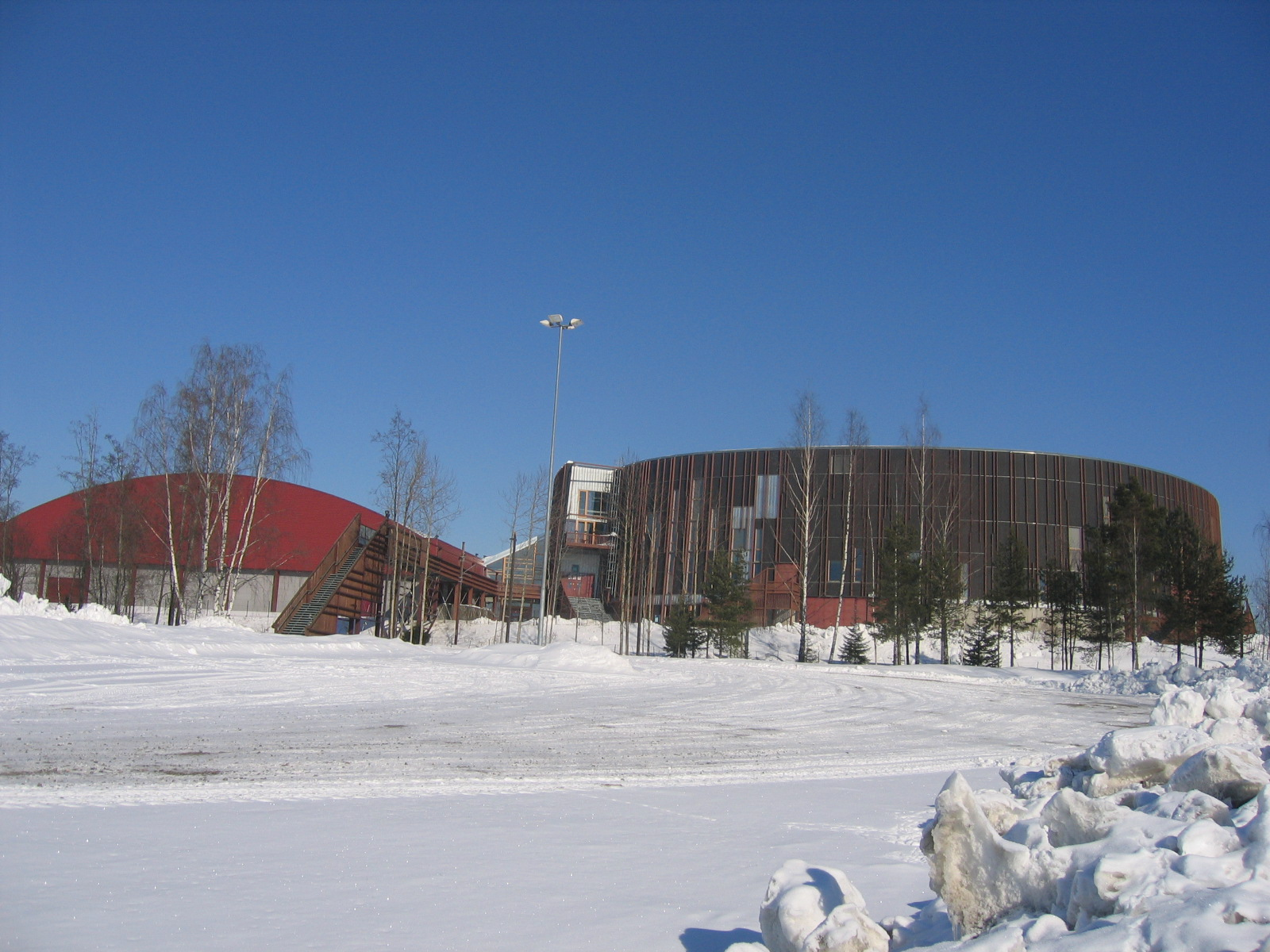
«Нордлюсхаллен» снаружи

Фигуристы соревновались на искусственном льду на катка Дворца спорта «Нордлюсхаллен» (г. Хамар). Выступления оценивались по шестибалльной системе.
Женщины
Ирена Земанова заняла лишь 27 место в короткой программе и не прошла отбор для участия в произвольной. Ленка Кулована
| Ленка Кулована | 5,5  | 11 | 14,0 | 19,5 | 13 |
| Ирена Земанова | 13,5 | 27 | —    | —    | —  |

Пары
Лучшая пара Чехии Радка Коваржикова и Рене Новотны тренировались в Калифорнии у Ирины Родниной. Год спустя в Бирмингеме они станут чемпионами мира. Однако на Олимпиаде-1994 конкуренция была очень высокой, им не повезло, и они заняли лишь 6 место.
| Радка Коваржикова Рене Новотны | 2,5 | 5 | 6,0 | 8,5 | 6 |

Танцы на льду
Танцевальные пары соревновались 18, 20 и 21 февраля.
| Спорстмены                       | Результат            | Результат | Результат           | Результат | Результат          | Результат | Результат          | Результат | Результат |
| Спорстмены                       | Обязательный танец 1 | Место     | Обязательный танец2 | Место     | Оригинальный танец | Место     | Произвольный танец | TFP       | Место     |
| -------------------------------- | -------------------- | --------- | ------------------- | --------- | ------------------ | --------- | ------------------ | --------- | --------- |
| Радмила Хробокова Милан Брзы     | 3,2                  | 16        | 3,2                 | 16        | 9,6                | 16        | 16,0               | 32,0      | 16        |
| Катержина Мразова Мартин Шимечек | 1,6                  | 8         | 1,6                 | 8         | 4,8                | 8         | 8,0                | 16,0      | 8         |